# Организованная преступность во Франции
В первую очередь организованная преступность во Франции базируется в крупных городах, таких как Париж, Марсель, Лион, Лилль и Гренобль. Французские организованные преступные группировки и их участники известны как mafia française (в переводе с фр. — «французская мафия»), les beaux voyous (в переводе с фр. — «славные парни»), le milieu (в переводе с фр. — «среда») и grand banditisme.
С 1900-х и до конца 1930-х годов «мильё» в основном занимались проституцией, букмекерством, скупкой краденного и угоном. С 1940-х годов к этим видам деятельности французские организованные преступные группировки добавили ряд новых, такие как ограбление банков, незаконный оборот наркотиков и контрабанду. В 1980-е годы вновь обрели популярность крупномасштабные грабежи и ограбления банков. С 1990 по 2000 год преступные организации создали сложные сети вымогательства в Марселе, охватив Экс-ан-Прованс и Французскую Ривьеру. С 2002 года «мильё» также известна крупными операциями с контрафактной продукцией и «беловоротничковой» преступностью. Из-за ужесточения финансового регулирования «мильё» стремится отмывать свои преступные доходы и инвестировать их в легальную экономику.
Географическое положение Франции делает её привлекательным местом для контрабанды различных товаров, в том числе, контрафактных. Порт Марселя является важным для «мильё» узлом для доставки больших объёмов продукции на внутренний и европейский рынки. Низкий уровень жизни по-прежнему является основным фактором, побуждающим французскую молодёжь присоединяться к преступным организациям.
Самая известная преступная организация в «мильё» — корсиканская мафия (фр. milieu corse). Хотя мафия в период с 1960-х по 1980-е годы включала многие преступные группы, начиная с 1990-х и по настоящее время ведущими преступными организациями Франции являются базирующийся в Марселе Корсиканский союз и базирующаяся на Северной Корсике «Банда морского бриза». В 2007 году конфликт внутри корсиканской мафии привёл к гибели 102 человек на острове Корсика, подорвав влияние двух самых крупных мафиозных групп острова («Банды морского бриза» и семьи Колонна), но не уничтожив их. Обе эти группы остаются самыми влиятельными по состоянию на 2018 год, контролируя многие ночные клубы, бары, рестораны, апартаменты и отели в Экс-ан-Провансе, Марселе и на Французской Ривьере. В 2016 году было подсчитано, что организованная преступность Франции заработала $23 млрд своей теневой деятельностью.
Согласно Глобальному индексу организованной преступности GIATOC, в котором перечислены 193 государства-члена ООН в соответствии с их уровнем организованной преступности, Франция занимала 59-е место в мире, 8-е в Европе и 1-е в Западной Европе. Организованная преступность во Франции (включая Корсику), менее структурирована, чем где-либо ещё, включая в основном «пригородные банды». Во Франции помимо доморощенной мафии обосновались и иностранные группировки, в основном из Италии, Восточной Европы и Нигерии, которые часто занимаются отмыванием денег совместно с местными группами.

## Терминология
Организованная преступность во Франции появилась в конце XIX века и первоначально называлась haute-pègre (в переводе с фр. — «верхушка (элита) преступного мира»). В период с 1920-х и до 1970-х годов было распространено название mitan (от окситанского mitan, что означает «середина»). Позднее распространилось название «мильё» (в буквальном в переводе с фр. — «середина»). Слово «мильё», впервые использованное писателем и журналистом Франсисом Карко, происходит от журналистского выражения «совершенно особая среда». Слово «среда» как обозначение  мира организованной преступности употребляется также и в Италии, о чём свидетельствуют кинотрилогия о миланском преступном мире Trilogia del milieu (1972—1973).
Термин milieu (мильё) означает общество или среду, и используется как сокращение от le milieu criminel (в переводе с фр. — «преступная среда») или le milieu interlope (в переводе с фр. — «незаконная среда»). Это общий термин, который может использоваться для обозначения любого типа преступного общества (например, le milieu chinois, сокращение от le milieu criminel chinois, в переводе с фр. — «китайский преступный мир»), при использовании без дополнительной информации или контекста (le milieu) он обозначает французское преступное сообщество и относится к группе криминальных деятелей, действующих во Франции и которые известны общественности своей причастностью к организованной преступности высокого уровня. Члены «мильё» известны под общим названием «французская мафия». В эту категорию не входят преступные организации, которые действуют во Франции, но при этом были созданы в других странах (например, кампанская каморра, сербская мафия, албанская мафия, китайские триады или курдская террористическая РПК) Смена поколений в преступном мире, привела к разделению «мильё» на «традиционное» (milieu traditionnel), сформировавшуюся в 1970-х и 1980-х годах и новое поколение («французская корсиканская мафия» или «milieu corso-marseillais»). С 2000-х годов «мильё» значительно обновилось, приобретя новое лицо. На смену старому поколению пришло, в основном из пригородных жилых комплексов, новое. Вооружённое и очень решительное новое поколение вытеснило традиционное «мильё».

## Организация

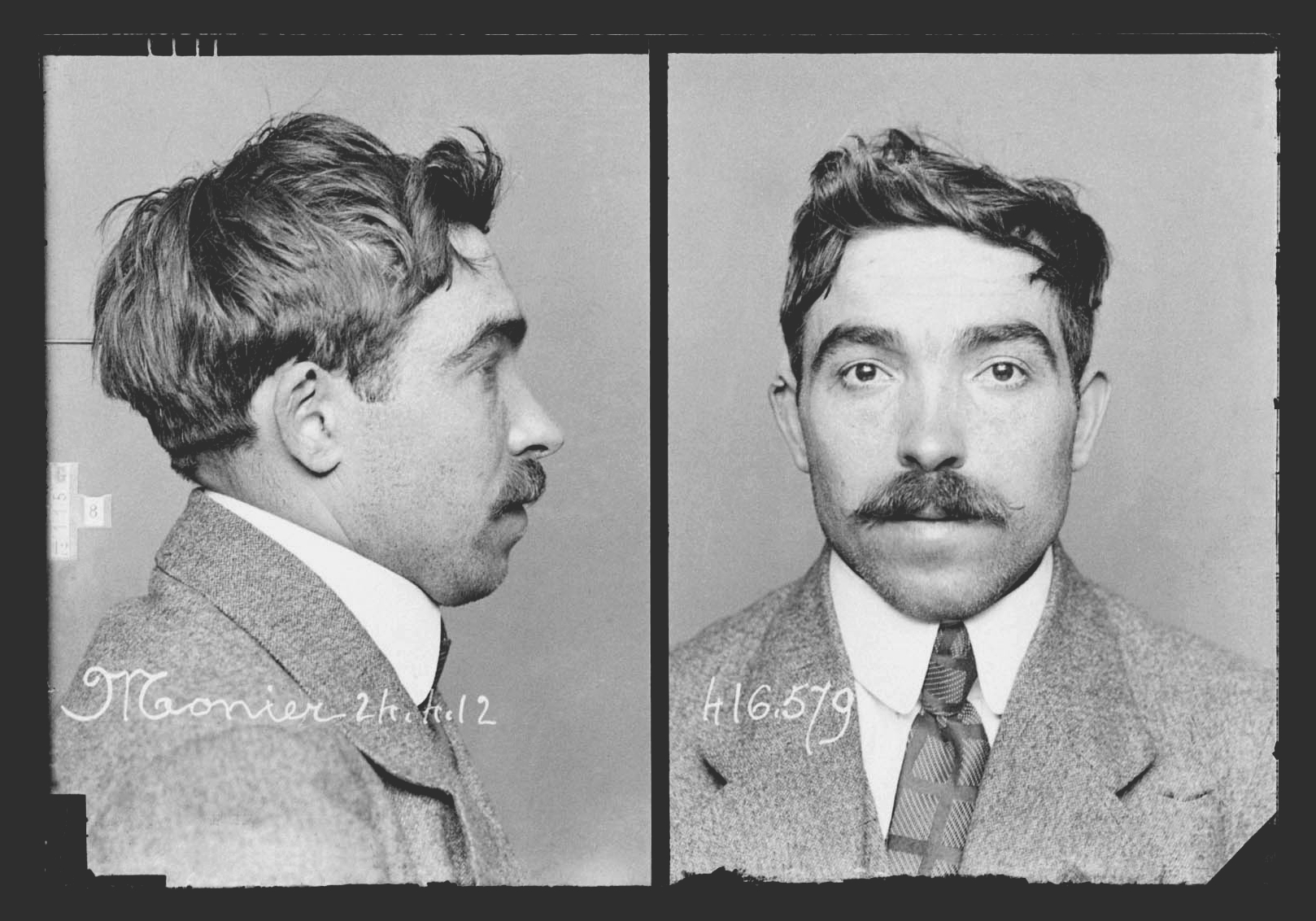
Этьен Монье, beau voyou (член) банды Бонно.

Из-за исторической связи корсиканской мафии с сицилийской, большинство современных французских мафиозных групп обычно представляют собой преступные кланы со строгой иерархией. Обычно «славные парни», выполняющие «приказы» боссов, известны как une équipe multi-qualifiee (в переводе с фр. — «многопрофильная команда»). Большинство из этих групп защищают свою территорию. Члены французской мафии в среднем более профессиональны по сравнению с преступными группировками более низкого уровня, в том числе и потому, что обычно практикуют разделение труда (например, некоторые члены служат «мозгом», а другие — «мышцами» и/или «специалистами»). Типичная структура французской мафии:
- Caïd (в переводе с фр. — «босс»).
- Parrain (в переводе с фр. — «крёстный отец»).
- Spécialiste (в переводе с фр. — «специалист»).
- Associés (в переводе с фр. — «соучастник»).
- Beaux voyous (в переводе с фр. — «славные парни»).

Внешне и в более общем плане организация французской мафии выглядит следующим образом:
- «мильё» — общий термин для организованных преступных сообществ и групп во Франции;
- Преступные организации мафиозного типа (например, корсиканская мафия): обычно представляет собой сеть, состоящую из преступных кланов;
- Преступные кланы (например, преступный клан Карбона): подразделения организаций мафиозного типа, контролирующие определённую территорию и/или отрасль;
- Банды: небольшие преступные группы, часто специализирующиеся на каком-то виде преступлений, например, ограблениях банков (Банда в париках[фр.] и банда Редуана Фаида[фр.]).

## Деятельность и стратегия
Согласно исследованию организованной преступности 2004 года, деятельность преступников во французском преступном мире делится на три широкие категории:
- Полностью незаконная деятельность: преступная деятельность, которая явно и должным образом незаконна, то есть рэкет, похищение людей, вооружённые ограбления, торговля людьми, нападения и так далее.
- Ассоциативная незаконная деятельность: преступная деятельность, связанная с основной полностью незаконной деятельностью, то есть взяточничество, подкуп сотрудников правоохранительных органов, налоговое мошенничество, угон автомобилей для совершения преступлений и так далее.
- Легальная деятельность: деятельность, используемая для сокрытия незаконной деятельности, то есть ведение легального бизнеса с целью отмывания денег и инвестирования отмытых средств в легальный бизнес (залы игровых автоматов, ночные клубы, рестораны и так далее).

Помимо самой Франции французские организованные преступные группировки действуют в бывших французских колониях Азии и Африки, а также в Южной Америке, активно взаимодействуя с местной организованной преступностью. Так, каннабис из Марокко ввозится через Испанию во Францию, откуда транспортируется в другие страны Европы автотранспортом. Из Гайаны, благодаря её близости к южноамериканским странам-производителям, во Францию поступает кокаин через порт Гавра. Незаконное оружие ввозится в основном из Восточной Европы, а также из Соединённых Штатов, нередко в рамках бартерных сделках, например, обменивая АК-47 на наркотики.

## Локализация
Служба информации, разведки и стратегического анализа организованной преступности (Sirasco) выделяет четыре основные зоны действия мильё: Корсика, Юг (Марсель, регионы Прованс—Альпы—Лазурный берег (PACA) и Рона—Альпы), Парижский бассейн и Север (Лилль и другие).

### Корсика
Корсиканская мильё исторически была наиболее активной с XIX века. В 1980-х—2000-х годах ведущими организованными преступными группировками Корсики были Банда морского бриза в Верхней Корсике и клан Жана-Жерома Колонны в Южной Корсике, влияние которых не ограничивалось Корсикой и простиралось на территории Франции и Африки. После гибели Колонны в 2006 году его клан распался на несколько частей, одной из которых была Банда Пети Бар. В свою очередь Банда морского бриза пережила раскол и междуусобную войну в 2008—2012 годах, в результате которых её потеснила Банда пастухов Венцоласки. Согласно годовому отчету Sirasco за 2012–2013 годы, реорганизация преступного мира Корсики «началась в 2006 году […] с 1 января 2009 года по 1 июня 2013 года было зарегистрировано 79 заказных убийств или попыток сведения счетов». Кроме того, «островные преступники часто связаны с преступными организациями в районе Марселя, создавая основу для так называемой „корсиканско-марсельской мильё“ (milieu corso-marseillais)». Корсиканские команды также присутствуют в Париже, особенно в игорных кругах. В 2012 году расследование выявили роль корсиканского сообщества и столкновения между соперничающими островными бандами вокруг игорного клуба Cercle de jeu Wagram в XVII округе Парижа.
По состоянию на 2010 год на Корсике можно выделить следующие группы:
Южная Корсика
- Банда Пети Бар (Аяччо).
- Клан Алена Орсони[фр.] (Аяччо).
- Кланы Валинко (преступные кланы, контролирующие одноимённый микрорайон в кантоне Сартене-Валинко).
- Кланы в Порто-Веккьо и Бонифачо, особенно те, кто участвовал в «войне лодочников» (guerre des bateliers) в XXI веке[14].

Верхняя Корсика
- Кланы Банды морского бриза (Бастия, Корте, Восточная равнина[фр.] и Балань[фр.]).
- Банда пастухов Венцоласки (или Банда пастухов-разбойников), созданная уроженцами коммуны Венцоласка в округе Бастия (Бастия, Корте и Восточная равнина).

### Юго-восток Франции
Исторически сложилось так, что юго-восток Франции, прежде всего Марсель и его окрестности, является регионом, в котором процветает организованная преступность.
Организованная преступность в Марселе (milieu marseillais) возникла на почве социально-экономических трудностей Belle Époque (особенно среди корсиканских и итальянских иммигрантов) в конце XIX века, периода, когда неформальная экономика одного из крупнейших портовых городов Средиземноморья быстро росла благодаря развитию трансконтинентальной морской торговли. Мафия в Марселе сформировалась в 1930-х годах, благодаря франкоитальянцу Франсуа Спирито и корсиканцу Полю Карбону, «крёстным отцам» марсельской мильё, которые, вдохновлённые американцами Аль Капоне и Лаки Лучано, диверсифицировали и расширили свою преступную деятельность во Франции и за рубежом. Заложив основы иерархической организации, сумевшей частично смешаться с формальным обществом посредством политического клиентелизма и коррупции в полиции, Спирито и Карбон создали влиятельную и разветвлённую преступную организацию, которая много лет служила образцом для их приемников. Именно в те годы Марсель заслужил славу «столицы преступности во Франции».
Марсельское мильё пережило свой золотой век в 1950-х—1960-х годах, когда благодаря French Connection город был в центре международной торговли героином. Затем последовал период жестоких столкновений за власть и сферы влияния, который завершился победой последнего настоящего «крёстного отца» города, Франсиса Бельгийца, убитого в 2000 году.
В начале XXI века традиционное марсельское мильё ослабло в связи с приходом нового поколения, жестокого и решитеотного, основным источником обогащения которого является торговля наркотиками в неблагополучных районах марсельского региона. Организованная преступность в Марселе сегодня выглядит дезорганизованной и нестабильной, что приводит к конфронтации преступных групп и жестокой «войне всех против всех» за контроль над наиболее прибыльными видами преступной деятельности, в частности, наркоторговлей и нелегальными игровыми автоматами. В то же время, несмотря на серьёзную конкуренцию как со стороны нового поколения, так и со стороны восточноевропейских гангстеров, традиционное марсельское мильё всё ещё сохраняется, занимаясь грабежами, торговлей наркотиками, рэкетой ночных заведениях, эксплуатацией игровых автоматов и сведением счётов (SIRASCO 2012—2013).
Мильё департамента Вар долгое время контролировалось местными гангстерами Луи Ренье (1922—2003) и Жаном-Луи Фаржеттом (1948—1993), близких к сенатору и мэру Тулона Морису Аррексу (1917—2001). Они также стоят за убийством 25 февраля 1994 года в Йере депутата Янна Пья, известной своей приверженностью борьбе с коррупцией. В Приморских Альпах корсиканская мафия занимается вымогательством и рэкетом, азартными играми, владеет и управляет казино и ресторанами, ведёт дела с итальянской и русской мафией.

### Париж
По данным SIRASCO, «историческое парижское мильё распалось и была заменена преступными группировками из других городов». Сохранилось так называемое «деловое мильё» (milieu affairiste), преступные группировки специализирующиеся на финансовых преступлениях, таких как мошенничество с НДС в связи с эмиссионными квотами или мошенничество с поддельными платёжными поручениями. Частью парижского мильё являются также так называемые банды «путешественников» (voyageurs), вовлечённые во многие преступные действия (грабежи, вымогательство, незаконный оборот наркотиков, проституция, незаконные игровые автоматы и так далее). Самый известные из них — братья Хорнек, которые контролируют восточные пригороды Парижа и очень влиятельны в районе французской столицы.

### Северо-восток Франции
На Севере-востоке Франции традиционная организованная преступность связана с бельгийскими командами, способными осуществлять масштабные действия: угон грузовиков с грузом, вооружённыя ограбления ювелирных магазинов и прочими. В этом регионе после закрытия лагерей для мигрантов в Кале большое развитие также получила торговля людьми, тесно связанная с проституцией, а также с принуждением к труду или попрошайничеству.

## История

### 1910–1920-е годы

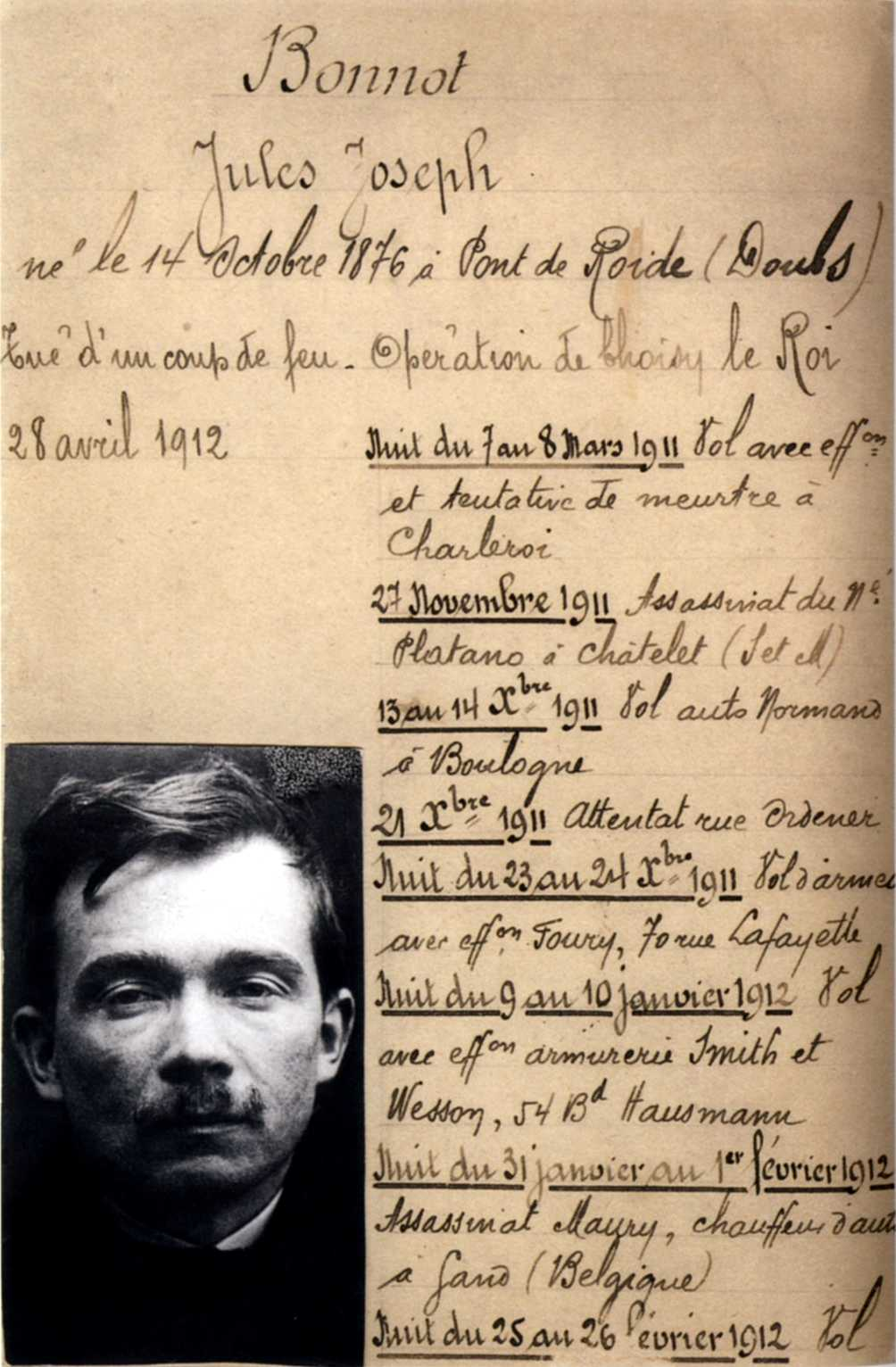
Полицейское фото Жюля Бонно, основателя одной из первых французских ОПГ — банды Бонно (1912).

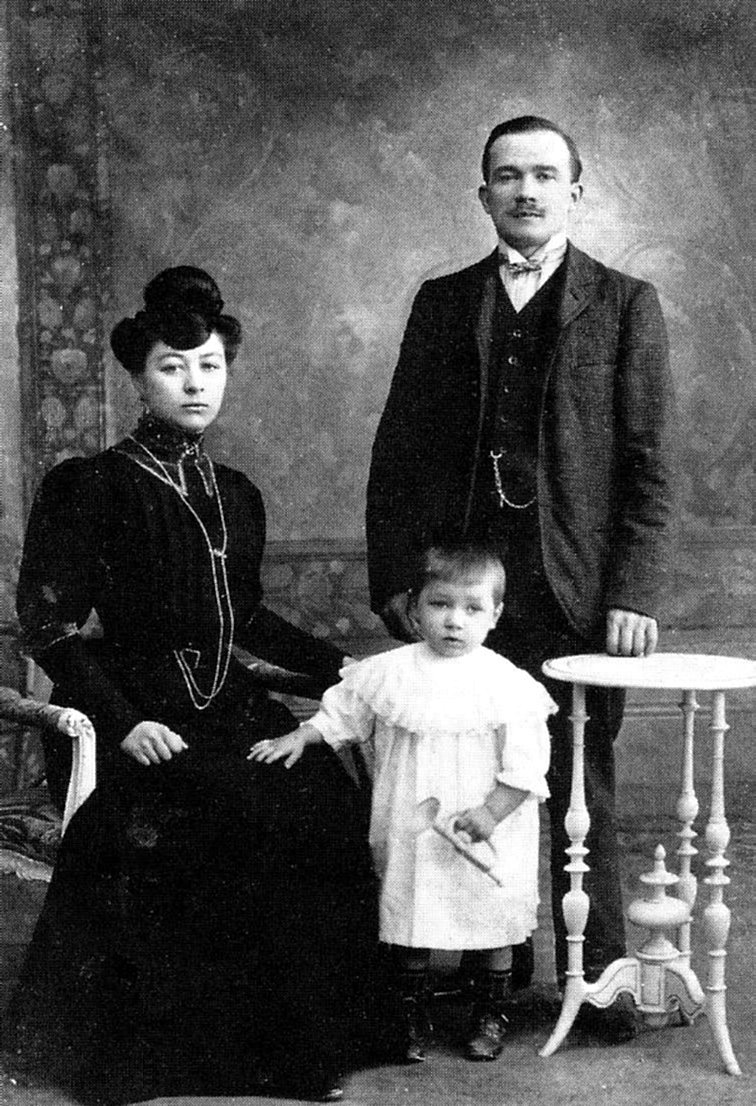
Жюль Бонно (вверху справа), основатель ставшей легендарной банды Бонно (1911.)

История организованной преступности во Франции восходит к Французской революции (1789—1799). Но только на рубеже XX века французские преступники стали создавать высокоорганизованные преступные группировки. Благодаря децентрализованному политическому контролю на Корсике в 1900-х годах процветали многочисленные преступные организации. В начале XX века члены этих банд начали перебраться с Корсики в города южного побережья Франции, а затем и севернее, в первую очередь в Париж. С 1920 по 1930 год проституция была самой важной частью преступной деятельностью, контролируемой в Марселе корсиканским крёстным отцом Полем Карбоне и франко-итальянским крёстным отцом Франсуа Спирито, а в Париже за район Пигаль, главный в городе центр проституции, боролись корсиканские крёстные отцы, такие как Жан-Поль Стефани и Анж Саличети.
К этому же периоду относится деятельность ставшей легендарной банды Бонно, совершившей в 1911 и 1912 годах множество громких ограблений и убийств во Франции и Бельгии. Банда, состоящая из людей, которые отождествляли себя с иллегалистами, использовала передовые технологии того времени (включая автомобили и магазинные винтовки), которые редко применялись французской полицией. Первоначально в прессе эта банда называлась просто «Автобандиты», но после того, как её глава Жюль Бонно дал интервью популярной ежедневной газеты Le Petit Parisien, она была названа «Бандой Бонно». Известность Бонно позже была подкреплена его громкой смертью во время перестрелки с французской полицией в Шуази-ле-Руа.

### 1930—1970-е годы
В 1930 году два крестных отца (Карбоне и Спирито) создали и возглавили French Connection — международную сеть трафика героина из Азии через Францию в США, достигшую своего пика в 1960-х и 1970-х годах. Сырьё (морфиновое основание) поступало из Турции, Сирии и Индокитая на юг Франции (в район Марселя), где действовала сеть подпольных лабораторий по производству героина, а затем конечный продукт доставлялся на территорию США в чемоданах с двойным дном и автомобильных тайниках из Марселя, Парижа, Бордо и Гавра либо напрямую, либо через Канаду (Монреаль, Торонто) и Мексику. Название «Французской связной» появилось благодаря одноимённому фильму Уильяма Фридкина, вышедшему на экраны в 1971 году. Сеть просуществовала до начала 1970-х годов, когда была ликвидирована французскими властями. После разгрома French Connection «Марсельская мильё» (то есть «преступный мир Марселя») на время осталась без руководства, пока лидерство не перехватил Корсиканский союз, синдикат корсиканской мафии, появившийся в 1920-х года в Марселе.

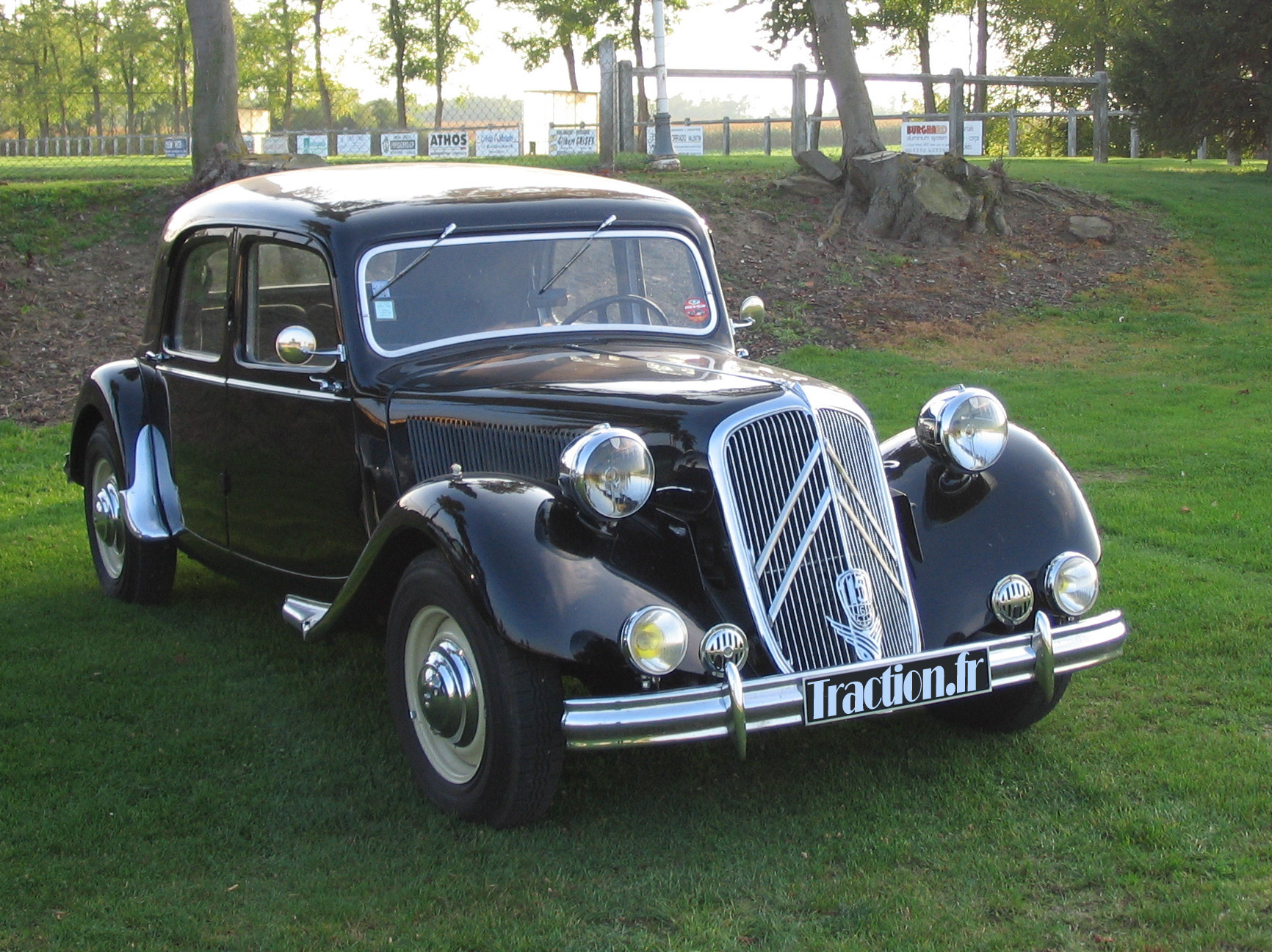
Citroën Traction Avant был излюбленным транспортным средством французской мафии Банды ситроенов (с 1910-х по 1950-е годы).

В 1940-х и 1950-х годах многие французские банды, в первую очередь Банда ситроенов, специализировались на вооружённых ограблениях. В 1970-е годы самой могущественной бандой в Париже был преступный клан Земмур, состоящий из евреев-«черноногих». Братья Земмур контролировали проституцию во французской столице и считались крёстными отцами Парижа. По мере того, как доходы от проституции стали падать, клан Земмур всё больше ориентировался беловоротничковую преступность.

### 1980—2000-е
В течение 1980-х годов многие «крёстные отцы» (например, Тани Зампа, Жак Эмбер и Франсис Ванверберг) боролись за контроль над рэкетом и незаконным оборотом наркотиков в районе Марсельского порта. Именно в это время были убиты братья Земмур, известные как «Крёстные отцы Парижа», попытавшиеся вмешаться в эту борьбу. Клод Генова воспользовался ситуацией и занял место братьев, контролируя проституцию до своего убийства в 1994 году. Место Геновы заняли братья Хорнек, перехватив контроль над организацией убитого.
Большую известность обрела в эти годы Банда в париках, ограбив за время своего существования с 1981 по 1986 год около 30 банков.
В начале 1990-х годов города Франции были разделены между семьями или «крёстными отцами» (parrains). Однако самые крупные города были разбиты на территории, которые контролировались теим или иными преступными кланами. Многие из этих преступных кланов создали сложные сети вымогателей в Марселе, охватившие Экс-ан-Прованс и Французскую Ривьеру.
В середине 1990-х годов прославилась банда Редуана Фаида, занимавшаяся вооружёнными ограблениями, кражами драгоценностей и вымогательством в районе Парижа. Лидер банды Фаид был арестован в 2011 году. В апреле 2013 года он сбежал из тюрьмы, но был схвачен уже в конце мая того же года. В июле 2018 года Фаид вновь сбежал из тюрьмы, но был схвачен в октябре того же года.

### 2000-е — настоящее время
Неблагополучное состояние экономики южной Франции и низкий уровень жизни приводят к тому, что молодёжь, особенно представители меньшинств, пополняет ряды организованной преступности, в частности, наркоторговцев. Рост преступной активности молодёжи с 1990-х годов привёл к обновлению «мильё». На смену «традиционной мафии» пришло, в основном из пригородных жилых комплексов, новое поколение, жестокое и решительное, которое стали называть «корсиканско-марсельское мильё» (milieu corso-marseillais) чтобы отличить от «традиционной мильё» (milieu traditionnel) 1930—1980-х годов.
В начале 2000-х годов выходцы из французского Магриба (алжирцы, тунисцы и марокканцы), проживающие в бедных пригородах крупных французских городов, образовали преступное сообщество Les Caïds des Cités (в переводе с фр. — «каиды ситэ»). Сообщество действует в большинстве крупных городов страны, его члены вымогают деньги у домовладельцев, а также участвуют в незаконном обороте наркотиков и оружия. В 2012 года в Марселе разгорелась война между наркоторговцами с участием «каидов», в ходе которых за первые восемь месяцев года погибло 14 человек.
В 2008 году обострение борьбы между бандами привело к резкому увеличению числа убийств на Корсике. В 2010 году «Банда Венцоласка» проникла на территории, ранее занимаемые Бандой морского бриза.
В 2011 году сообщалось, что ряд североафриканских банд перебрались в пригороды Парижа, чтобы продавать там крэк. В 2015 году члены этих банд стали также торговать героином и чистым кокаином. 18 октября 2011 года банды Банда морского бриза, Валинко и Венцоласка украли четыре картины, в том числе произведения Мариотто ди Нардо, Беллини и Пуссена, из Музея Феша в Аяччо (Корсика).
В 2014 году наблюдалось проникновение так называемых банд voyageurs в Париж, Марсель, Гренобль и Монпелье. Самый известная из них — преступный клан братьев Хорнек, они регулярно участвуют в грабежах, вымогательстве, торговле наркотиками, проституции и бизнесес нелегальных игровых автоматов. Их центры деятельности находятся в регионах Камарг и Этан-де-Берр.

## Список организованных преступных групп
Курсивом выделены ныне не существующие организованные преступные группы

| Корсиканская мафия - Корсиканский союз (Корсика, Марсель и Французская Ривьера) - Клан Франчиши - Клан братьев Гуэрини - Клан Орсини - Клан Вентури - Клан Карбоне - Клан Сарти - Клан Мондолони - Клан Барбери (Тулон) - Клан Барреси - Клан Кампанелла | - Банда морского бриза (Верхняя Корсика) - Клан Мариани - Клан Казанова - Клан Гаццелли - Клан Патаккини - Банда пастухов Венцоласки (Верхняя Корсика) - Клан Колонна (Южная Корсика) - Банда Пети Бар (Южная Корсика) - Клан Алена Орсони (Южная Корсика) - Кланы Валинко (Южная Корсика) - Кланы в Порто-Веккьо и Бонифачо (Южная Корсика) | Путешествующие (voyageurs) ОПГ - Клан братьев Хорнек Другие ОПГ - Les Caïds des Cités - Клан Перлетто - Клан Дзампа - Клан братьев Земмур - Банда «Три утки» |

## В популярной культуре
- «На секретной службе Её Величества», роман 1963 года и фильм 1969 года о Джеймсе Бонде, в котором персонаж корсиканского происхождения возглавляет французскую мафию.
- «Французский связной», американский детективный триллер 1971 года о торговле героином, основанный на одноимённой книге Робина Мура.
- Бригады Тигра[фр.] (film), французский криминальный фильм 2006 года об анархистской банде Бонно[фр.], действовавшей во Франции и Бельгии в конце «Прекрасной эпохи» (1911—1912).
- «Гангстер», американский биографический криминальный фильм 2007 года о борьбе корсиканской мафии за монополию на торговлю героином в Гарлеме.
- «Пророк», французский криминальная драма 2009 года, в котором рассказывается о мелком преступнике, делающем карьеру в рядах корсиканской мафии.
- «22 пули: Бессмертный», французский детективный триллер 2010 года о покушение на босса марсельской мафии Жака Эмбера по роману Франса-Оливье Гисбера.

### Комментарии
1. 1 2  Буквально определяется как: «середина» или «среда», «людское окружение кого-либо». Описательно определяется как «преступный мир» или «уголовная среда». См. Епишкин Н. И. «Исторический словарь галлицизмов русского языка». – М.: Словарное издательство ЭТС, 2010. – 5140 с.
2. ↑  Слово Cités буквально определяется как: «города». Описательно определяется как «жилой комплекс» с регулируемой арендной платой, социальное жильё, которым активно застраивались пригороды крупных городов и в которых теперь проживают мигранты из бывших французских колоний в Африке и их потомки.